# Curtia
|  | Per a altres significats, vegeu «Gens Curtia». |

Curtia és un gènere de plantes amb flor de la família de les Gentianaceae que comprèn 14 espècies. Va ser descrit científicament per primer cop per Adelbert von Chamisso i Diederich Franz Leonhard von Schlechtendal a Linnaea 1:209, t.4 (1826). Rep el seu nom en homenatge al botànic alemany Curt Sprengel.